# Jan Chrzciciel Mazzucconi
Giovanni Batista Mazzucconi (ur. 1 marca 1826 w Rancio, zm. 7 września 1855 na Woodlark) – włoski misjonarz, męczennik, błogosławiony Kościoła katolickiego.
Pochodził z religijnej rodziny. Gdy poczuł powołanie do życia zakonnego, został misjonarzem. W dniu 7 września 1855 roku poniósł śmierć męczeńską na wyspie Woodlark wchodzącej w skład Papui-Nowej Gwinei.
Beatyfikował go papież Jan Paweł II w dniu 19 lutego 1984 roku.